# Rikissa av Lothringen
Rikissa av Lothringen, även kallad Richeza och Rixa, född mellan 995 och 1000, död 21 mars 1063 i Saalfeld, var polsk drottning, gift med kung Mieszko II av Polen.